# 比克塞克
比克塞克（匈牙利語：Bükkszék）是匈牙利赫维什州所辖的一个村。总面积15.30平方公里，总人口742，人口密度48.5人/平方公里（2011年1月1日）。